# Patricio Mardones
Luis Patricio Mardones (17 luglio 1962) è un ex calciatore cileno, di ruolo centrocampista.